# InterMopro

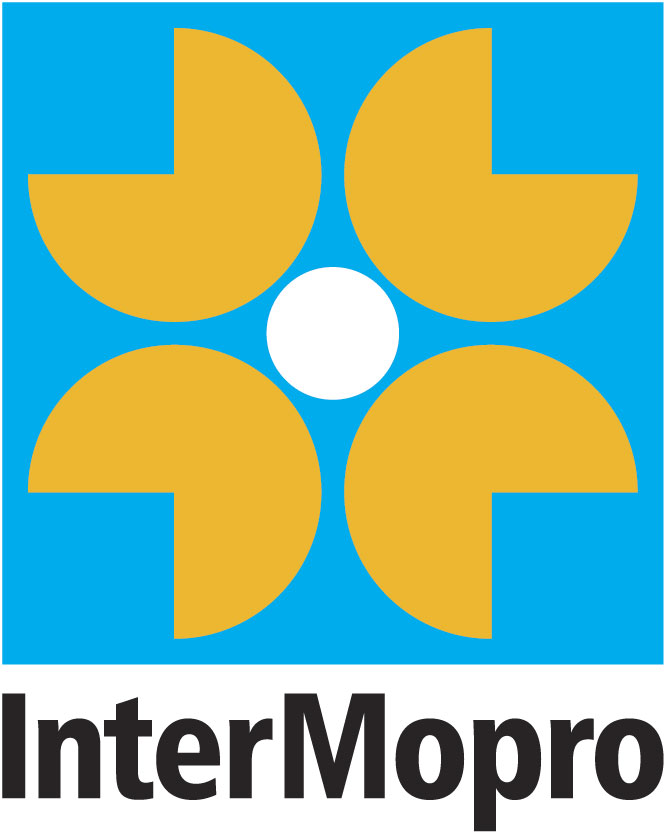
InterMopro Logo

Die InterMopro war eine internationale Fachmesse für Molkereiprodukte, die alle zwei Jahre in Düsseldorf stattfand. Die für 2014 geplante Ausgabe, deren Termin vom 21. bis 23. September 2014 in der Messe Düsseldorf angesetzt war, wurde abgesagt.

## Geschichte
Die InterMopro wurde 1990 vom Bücker-Fachverlag, Bad Breisig, initiiert und findet gemeinsam mit der InterCool (Fachmesse für Tiefkühlkost, seit 1994) und der InterMeat (Internationale Fachmesse für Fleisch und Wurst, seit 1996) in Düsseldorf statt. Auf der InterMopro wird am Tag der Messeeröffnung traditionell auch eine Jahresversammlung des Bundesverbandes Molkereiprodukte abgehalten.
Die in den früheren Jahren parallel stattfindende HOGATEC (Internationale Fachmesse Hotellerie, Gastronomie und Gemeinschaftsverpflegung) hat ihren Standort 2012 von Düsseldorf nach Essen verlegt.

## Aussteller und Besucher
Im Jahr 2012 besuchten 4.775 Fachbesucher die 112 Aussteller aus 12 Ländern auf der 4.199 m² großen Ausstellungsfläche.